# 学校法人経専学園
学校法人経専学園（がっこうほうじん けいせんがくえん）は、北海道札幌市南区に本部を置く学校法人。2018年現在、札幌市内に6つの専修学校を展開している。

## 法人沿革
- 1973年（昭和48年） - 北海道経営専門学校と札幌調理師専門学校の2校からなる学校法人経専学園設立。
- 1981年（昭和56年） - 上記2校と札幌ビズネスアカデミー専門学校、北海道保育総合専門学校が姉妹校となる。
- 1996年（平成9年） - 学校法人経専学園に札幌ビズネスアカデミー専門学校・北海道保育総合専門学校を統合。
- 2009年（平成22年） - 札幌ビズネスアカデミー専門学校を単科校に分割し、経専医療事務薬業専門学校・経専北海道観光専門学校・経専北海道どうぶつ専門学校・経専音楽放送芸術専門学校・経専北海道保育専門学校・経専調理製菓専門学校の6校体制となる。

## 経専音楽放送芸術専門学校
- 1968年（昭和43年） - 北海道経営専門学校創立。電子計算機学科・ホテル観光学科を設置。
- 1973年（昭和48年） - 放送芸術学科を新設。
- 1982年（昭和57年） - 北海道スクールオヴビズネス専門学校に改名。
- 1983年（昭和58年） - ホテル観光学科を札幌ビズネスアカデミー専門学校に移設。
- 1987年（昭和62年） - 経専学園情報処理放送芸術専門学校に改名。
- 1988年（昭和63年） - レコーディングコース開講。
- 1989年（平成元年） - レコーディングスタジオ完成。
- 1991年（平成3年） - 第2校舎完成。
- 1994年（平成6年） - コンピュータ学科を廃止し、経専学園放送芸術専門学校に改名。
- 1995年（平成7年） - 放送芸術科にミュージシャンコースを開講し、SSL・STUDERを導入したレコーディングスタジオ新設。
- 1999年（平成11年） - ライブスタジオ "KISS" ホール完成。
- 2000年（平成12年） - MAスタジオ・ラジオスタジオがリニューアルし、VTR編集機材・ノンリニア編集システムを導入。
- 2004年（平成16年） - 経専音楽放送芸術専門学校に改名し、校舎を増改築。

## 経専調理製菓専門学校
- 1971年（昭和46年） - 札幌調理師専門学校創立。
- 1976年（昭和51年） - 札幌調理師高等専修学校に改名。
- 1978年（昭和53年） - 新校舎完成。
- 1982年（昭和57年） - 経専調理師高等専修学校に改名。
- 1990年（平成2年） - 経専調理師専門学校に改名。
- 1991年（平成4年） - 2年課程を新設。
- 2002年（平成15年） - 新校舎完成。
- 2003年（平成16年） - 経専調理製菓専門学校に改名し、製菓・製パン科2年課程を新設。
- 2010年（平成23年） - 経専調理製菓専門学校、新実習棟完成。

## 札幌ビズネスアカデミー
- 1976年（昭和51年） - 札幌ビズネスアカデミー創立。
- 1977年（昭和52年） - 保母資格科（夜間コース）開講。
- 1978年（昭和53年） - 校舎移転。
- 1979年（昭和54年） - 札幌ビズネスアカデミー専門学校に改名。
- 1981年（昭和56年） - 校舎を移転し、秘書学科に2年課程医療秘書コース開講。
- 1983年（昭和58年） - 北海道スクールオヴビズネス専門学校からホテル観光学科を移設。
- 1991年（平成3年） - 日本航空の旅行総合システム "AXESS" 導入。
- 1991年（平成4年） - トラベルジャーナル旅行専門学校・専門学校日本ホテルスクールと教育提携。
- 1996年（平成9年） - 経専学園に統合。実習棟完成。
- 2001年（平成14年） - 校舎改築。
- 2003年（平成16年） - ペット・トリマー学科2年課程を新設。
- 2005年（平成18年） - 電子カルテシステム導入。
- 2009年（平成22年） - 校舎を増改築し、経専医療事務薬業専門学校・経専北海道観光専門学校・経専北海道どうぶつ専門学校の3校に体制変更。

## 経専北海道保育専門学校

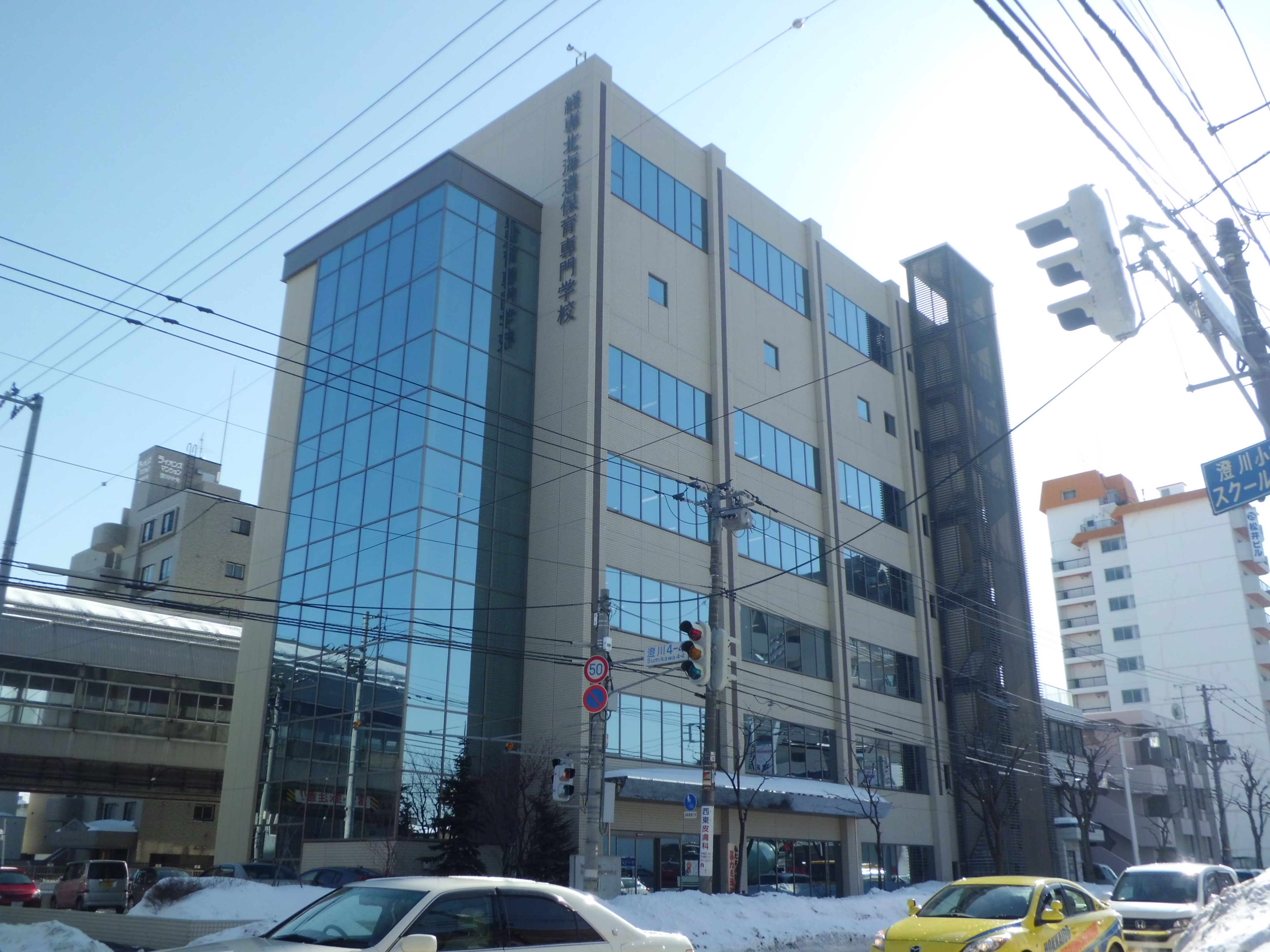
経専北海道保育専門学校

- 1979年（昭和54年） - 北海道保育総合学院創立。校舎は札幌ビズネスアカデミー専門学校と共用。
- 1980年（昭和55年） - 新校舎に移転し、北海道保育総合専門学校に改名。
- 1981年（昭和56年） - 校舎移転。
- 1984年（昭和59年） - 浪速短期大学と特別提携し、幼児保育科3年課程を新設。
- 1996年（平成9年） - 経専学園に統合。
- 2001年（平成14年） - 校舎改築。
- 2008年（平成21年） - 提携校を近畿大学豊岡短期大学通信学部こども学科に変更。新校舎に移転。
- 2009年（平成22年） - 経専北海道保育専門学校に改名。
- 2010年（平成23年） - 厚生労働大臣指定の指定保育士養成施設の指定を受け、こども学科（2年課程）を新設。

## 経専医療事務薬業専門学校

### 学科

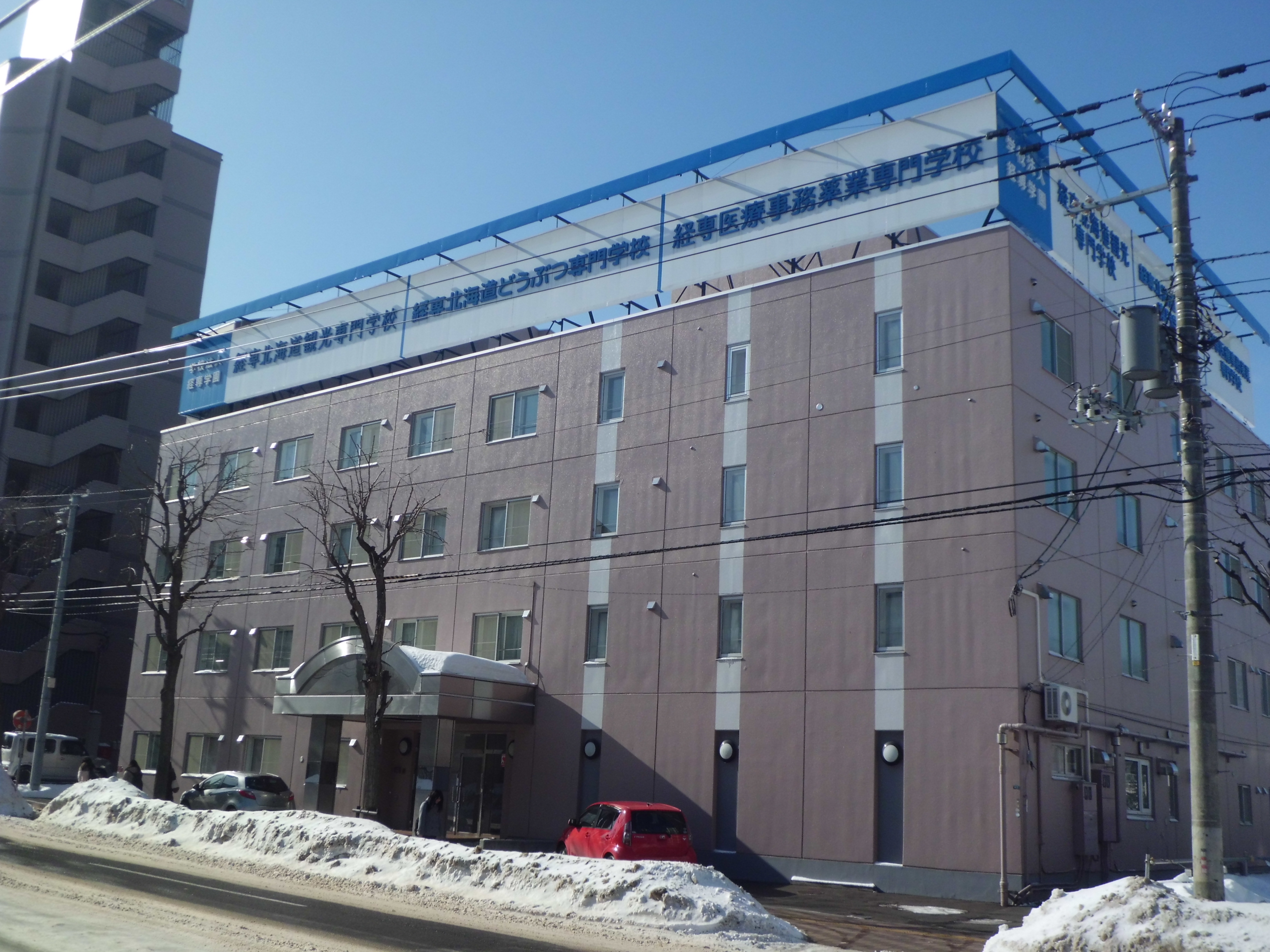
経専医療事務薬業・どうぶつ・観光専門学校

- 医療事務学科
  - 医療事務・秘書コース
  - 調剤薬局事務コース
  - 医師事務コース
  - 病棟・小児クラークコース
  - 歯科アシスタントコース
- 薬業学科
  - ドラッグストアコース
  - ビューティー＆ヘルスケアコース

### 取得可能資格（医療事務薬業）
- 医療事務管理士技能認定
- 診療報酬請求事務能力認定試験
- 医療秘書技能検定（2・3級）
- 医事コンピュータ技能検定（2・3級）
- レセプト実務技能検定試験
- 電子カルテオペレーション実務能力検定
- 医師事務作業補助技能認定試験（ドクターズクラーク）
- ケアコミュニケーション検定
- 介護職員初任者研修課程（前：ホームヘルパー）
- 調剤事務管理士技能認定試験
- 歯科医療事務管理士技能認定試験
- 介護事務管理士技能認定試験
- 登録販売者
- 薬学検定（2・3級）
- 医科医療事務検定（2・3級）
- 販売士検定（2・3級）
- 色彩活用パーソナルカラー検定
- 日本語ワープロ検定（初段～3級）
- 情報処理技能検定（1～3級）
- 文書デザイン検定（1～3級）
- プレゼンテーション検定（初段～3級）
- サービス接遇検定
- ビジネス電話検定
- 専門士

## 経専北海道どうぶつ専門学校

### 学科
- ペットプロデュース学科
  - トリマー科
  - 病院トリマー科
  - 動物看護師科
  - ペットショップスタッフ科

### 取得可能資格（どうぶつ）
- トリマーライセンスA級
- グルーマーライセンス
- プロフェッショナルB級（KC）
- グルーマーC級（KC）
- 愛玩動物飼養管理士2級
- 認定動物看護師資格
- 動物看護ライセンス
- 院内グルーマーライセンス
- サービス接遇検定　など
- 専門士

## 経専北海道観光専門学校

### 学科
- ホテル科
  - ホテル専攻
  - リゾート・テーマパーク専攻
- ウェディング科
- 旅行科
- 鉄道科
- エアライン科
- 留学ツーリズム・イングリッシュ科
  - ホテル専攻
  - リゾート・テーマパーク専攻
  - ウェディング専攻
  - 旅行専攻
  - 鉄道専攻
  - エアライン専攻

### 取得可能資格（観光）
- レストランサービス技能検定
- ホテルビジネス実務検定
- マナー・プロトコール検定3級
- 実用英語技能検定
- 和食検定
- 手話検定
- 秘書検定
- 日本語ワープロ検定
- 情報処理技能検定
- 色彩活用パーソナルカラー検定
- BIAブライダル・コーディネーター検定
- 全米（ABC）協会ブライダルプランナー検定２級
- 和装着付山野流中伝許状
- 国内旅行業務取扱管理者
- 総合旅行業務取扱管理者
- 国内旅程管理主任者（添乗資格）
- AXESS実用検定
- AXESSオペレーションスペシャリスト検定（国内・国際）
- 中国語検定
- ハングル能力検定
- 観光英語検定
- 旅行地理検定（国内・海外）
- ビジネス能力検定
- サービス接遇検定
- 日本語ワープロ検定
- 情報処理技能検定
- 専門士

## 本部所在地
- 北海道札幌市南区澄川3条6丁目
- 札幌市営地下鉄南北線自衛隊前駅から徒歩1分